# Rulett (Marvel Comics)
Rulett (Roulette), polgári nevén Jennifer Stavros, egy kitalált szereplő, a Marvel képregények világából.
Alkotója Chris Claremont és Sal Buscema.

## A szereplő rövid története
A szőke hajú, kék szemű Jennifer Stavros Atlantic Cityben született, New Jersey-ben, a legfiatalabb volt a hat Stavros gyermek – négy fiú és két lány – közül. 
A lány apja még bevándorló volt, annak szüleivel együtt érkezett Amerikába, fiatalon Atlantic City kaszinójában dolgozott, mint dealer. 
A Pokoltűz Klub (Hellfire Club) Fehér királynőjének szolgálatába állt, mikor az a Pokolfajzatok (Hellions) csapatot toborozta, egyfajta anti X-Men-ként.
A csapat első küldetései közül az egyiken elrabolták Kitty Pryde-ot és Doug Ramsey-t. Az Új Mutánsok (The New Mutants) és a Pokolfajzatok párbajoztak, ami a Fehér Királynő csapatánal vereségével zárult.
Egy másik alkalommal Rulette egyik csapattársával James Proudstar-ral, más néven Viharmadár (Thunderbird II / Warpath ) tört az X-Men ellen. Velük tartott Angelica Jones, Tűzcsillag (Firestar) és Hidalgó (Empath), alias Manuel Alfonso Rodrigo de la Rocha. Viharmadár személyes bosszút óhajtott állni az X-eken bátyjáért az első Viharmadárért, aki egy bevetésen mellettük harcolva hunyt el; a többi Pokolfajzatnak azonban inkább jó szórakozást jelentett a rövid (egy füzetnyi) kaland. Viharmadár szembekerült a legyengült X Professzorral (napokkal előtte támadták meg az utcán, gyakorlatilag halálra verték; a Morlock mutáns Kuruzsló „támasztotta fel”), de végül képtelen volt embert ölni. Elnézést kért a maga és társai viselkedéséért, és Rulettel, Hidalgóval és Tűzcsillaggal együtt visszatért a Fehér Királynőhöz.

## Különleges képességei
Rulett mutáns ereje pszichikus energiakorongokat generál, amik befolyásolják egy esemény bekövetkeztének valószínűségét, annak megérintett tárgyán keresztül. A fekete korongok balszerencsét, míg a vörösek pont ellenkezőleg, jó szerencsét hoznak.